# Neoscona cereolella setaceola
Neoscona cereolella là một phân loài nhện trong họ Araneidae.
Loài này thuộc chi Neoscona. Neoscona cereolella setaceola được Embrik Strand miêu tả năm 1913.